# Reda Boultam
Reda Boultam (Almere, 3 maart 1998) is een Nederlands-Marokkaans voetballer die als middenvelder speelt.

## Clubcarrière

### Ajax
Reda Boultam speelde in de jeugdopleidingen van SC Buitenboys, Almere City FC en AFC Ajax. In 2015 werd hij geselecteerd voor Nederlandse jeugdelftallen. Boultam maakte zijn debuut in het betaald voetbal op 27 januari 2017, in de met 1-2 gewonnen uitwedstrijd in de Eerste divisie tegen FC Den Bosch. Hij kwam in de 77e minuut in het veld voor Mauro Savastano. Hij speelde in totaal vijf wedstrijden voor Jong Ajax.

### Italië
In 2018 ging hij naar het Italiaanse US Cremonese dat uitkomt in de Serie B. In 2020 ging hij naar US Triestina in de Serie C, waarna hij de tweede helft van het seizoen 2020/21 op huurbasis bij US Salernitana 1919 terugkeerde in de Serie B. Hier speelde hij één wedstrijd, een invalbeurt van vijf minuten tegen Virtus Entella. Salernitana werd tweede en promoveerde zodoende naar de Serie A. Het nam Boultam definitief over van Triestina, en verhuurde hem aan Cosenza Calcio en het Kroatische NK Istra 1961.

### Statistieken
| Seizoen                   | Club                  | Land           | Competitie     | Competitie | Competitie | Beker | Beker | Overig | Overig | Totaal | Totaal |
| Seizoen                   | Club                  | Land           | Competitie     | Wed.       | Dlp.       | Wed.  | Dlp.  | Wed.   | Dlp.   | Wed.   | Dlp.   |
| ------------------------- | --------------------- | -------------- | -------------- | ---------- | ---------- | ----- | ----- | ------ | ------ | ------ | ------ |
| 2016/17                   | Jong Ajax             | Nederland      | Eerste divisie | 1          | 0          | –     | –     | –      | –      | 1      | 0      |
| 2017/18                   | Jong Ajax             | Nederland      | Eerste divisie | 4          | 0          | –     | –     | –      | –      | 4      | 0      |
| 2018/19                   | US Cremonese          | Italië         | Serie B        | 14         | 1          | 1     | 0     | –      | –      | 15     | 1      |
| 2019/20                   | US Cremonese          | Italië         | Serie B        | 4          | 0          | 3     | 0     | –      | –      | 7      | 0      |
| 2020/21                   | US Triestina          | Italië         | Serie C        | 9          | 2          | 0     | 0     | –      | –      | 9      | 2      |
| 2020/21                   | → US Salernitana 1919 | Italië         | Serie B        | 1          | 0          | 0     | 0     | –      | –      | 1      | 0      |
| 2021/22                   | US Salernitana 1919   | Italië         | Serie A        | 0          | 0          | 0     | 0     | –      | –      | 0      | 0      |
| 2021/22                   | → Cosenza Calcio      | Italië         | Serie B        | 22         | 0          | 0     | 0     | 1      | 0      | 23     | 0      |
| 2022/23                   | US Salernitana 1919   | Italië         | Serie A        | 0          | 0          | 0     | 0     | –      | –      | 0      | 0      |
| 2022/23                   | → NK Istra 1961       | Kroatië        | 1. HNL         | 22         | 2          | 1     | 0     | –      | –      | 23     | 2      |
| Carrièretotaal            | Carrièretotaal        | Carrièretotaal | Carrièretotaal | 77         | 5          | 5     | 0     | 1      | 0      | 83     | 5      |
| Bijgewerkt op 5 juni 2023 |                       |                |                |            |            |       |       |        |        |        |        |

## Erelijst
- Eerste divisie: 2017/18